# Menhir von Orlishausen
Der Menhir von Orlishausen, auch Menhir von Frohndorf, Menhir von Schloßvippach, Langer Stein oder Hoher Stein genannt, war ein vorgeschichtlicher Menhir bei Orlishausen, einem Ortsteil von Sömmerda im Landkreis Sömmerda, Thüringen. Er wurde Mitte des 20. Jahrhunderts zerstört.

## Lage
Der Menhir befand sich zwischen Orlishausen und Sprötau im Flurstück An der Aspe, an einem parallel zur Straße zwischen Schloßvippach und Orlishausen verlaufenden Feldweg. In unmittelbarer Nähe befindet sich der Galgenberg. Südlich von Orlishausen liegt ein Flurstück mit der Bezeichnung Am langen Stein. Möglicherweise stand der Menhir ursprünglich dort und wurde erst später als Grenzstein an seinen letzten Standort versetzt.

## Beschreibung
Über Material und Form des Steins liegen keine Angaben vor. Seine Höhe betrug ungefähr 150 cm. Funde aus der Umgebung des Steins stammen aus der Schnurkeramikkultur, der Aunjetitzer Kultur und der Vollbronzezeit. Waldtraut Schrickel konnte den Menhir bei einer Aufnahme in den 1950er Jahren nicht mehr auffinden. Er war wenige Jahre zuvor bei einer Flurbereinigung zerstört worden.